# ピンタ島
ピンタ島(Pinta Island)は、エクアドルのガラパゴス諸島の島である。面積は約60km2、最高地点は標高777mである。
ピンタ島は、恐らくガラパゴス諸島で最も有名な亀であるロンサム・ジョージの故郷である。また、アカメカモメ、ウミイグアナ、ガラパゴスノスリ、ガラパゴスオットセイやその他の多くの鳥類やほ乳類の棲息地である。ガラパゴス諸島の主な島の中では最も北に位置し、かつてはカメ類が繁殖していた。導入したヤギの野生化により、数十年の間に島の植生は崩壊し、そのため、野生のカメの食料が激減した。導入されたヤギの駆除のための長年の努力は1990年に完了し、植生は以前の状態に戻りつつある。

ピンタ島の衛星画像

形は細長く、活発なガラパゴス火山群の最北端に位置する。ピンタ島は楯状火山であり、水中では、北北西に向かって裂け目が続いている。
2008年1月28日、ガラパゴス国立公園の職員であるビクター・カリオンは、ピンタ島の自然保護区で53頭（子供13頭、若者25頭、オス9頭、メス6頭）のガラパゴスアシカの殺害を発表した。2001年には、密猟者が35頭のオスのアシカを殺害する事件も起こっている。